# NGC 3615
NGC 3615 este o galaxie eliptică situată în constelația Leul. A fost descoperită în 10 aprilie 1785 de către William Herschel. Se află la o distanță de 97,39 de megaparseci de Pământ.